# Nizza Monferrato
Nizza Monferrato (IPA: ['nitʦa monfer'raːto], (Nissa Monfrà o Nissa dla Paja en piamontés; Niza de la Palla antiguamente en (español) es una localidad y comune italiana de la provincia de Asti, región de Piamonte, con 10.482 habitantes.
Situada entre las ciudades de Alba, Asti y Alessandria es importante centro agrícola y comercial que se encuentra en el corazón del Monferrato, una de las áreas de producción vinícola italiana más conocida mundialmente, en especial por los vinos tintos y espumosos.
Es Patrimonio de la Humanidad de la UNESCO por sus paisajes y por el vino Barbera.

## Historia
Importante villa fortificada del Marquesado de Montferrato, en 1613 fue asediada infructuosamente por las tropas de Saboya, debido a la ayuda española proveniente del Ducado de Milán. En 1647 la población está vez aliada de los franceses fue asediada, tomada y destruida sus murallas por las tropas españolas.

## Evolución demográfica
| Gráfica de evolución demográfica de Nizza Monferrato entre 1861 y 2011 |
|                                                                        |
| Fuente ISTAT - elaboración gráfica de Wikipedia                        |